# Пластит-4
Пластит-4 или ПВВ-4 — советское пластичное взрывчатое вещество нормальной мощности, котороe изготовляется на основе смеси гексогена с различными пластификаторами.  Пластит-4 широко применяется для проведения разного рода инженерных работ и снаряжения некоторых боеприпасов.

## Физико-химические характеристики
Пластит-4 негигроскопичен, нерастворим в воде, представляет собой однородную тестообразную массу светло-коричневого цвета, легко деформируется усилием рук, что позволяет изготовлять из него заряды произвольной формы. Пластичные свойства сохраняются в температурном диапазоне от −30 до +50 °C.
Как правило, поставляется в брикетах массой 1 кг с размерами 70×70×145 мм, которые заворачиваются в бумажную обертку. Из брикетов при проведении взрывных работ формуются заряды нужного вида и массы в зависимости от назначения. Так как пластит-4 не обладает липкими свойствами и легко крошится, то заряды из него требуют оболочки из ткани, плёнки и т. п. с элементами крепления к подрываемым объектам. Их инициацию можно проводить от капсюля-детонатора № 8, вставленного в заряд на глубину не менее 1 см.
Химический состав:: содержит 78—80 % гексогена, 20—22 % пластификатора, состоящего на 75 % из веретённого масла и на 25 % из стеарата кальция.
Физические свойства: плотность 1,42 г/см3, теплота взрыва 910 ккал/кг, скорость детонации 7000 м/с, температура вспышки 210 °C, объём продуктов взрыва 850 л/кг, фугасность 280 мл, бризантность 21 мм.